# 番茄酱皇帝
《番茄酱皇帝》（日语：／ Tomato Kechappu Kōtei）是一部由寺山修司执导的日本实验电影短片。1960年，寺山修司创作了《大人狩猎》的广播剧剧本（由RKB每日放送广播），后将之改编成本片。
最初于1971年发布27分钟版本，"导演剪辑版"创作于1970年，重新编辑修复后于1996年发布75分钟版本，此时距寺山修司去世已经13年。

## 剧情
故事始于被殴打的儿童反抗时失手杀了父亲，随后事情瞬即扩散，儿童们蜂拥而起推翻大人的剥削，更开始了狩猎成人的游戏，儿童们又把性教育看成与童话一般重要。

## 演员
- 新高恵子
- Salvador Tari
- Tarō Apollo
- Mitsufumi Hashimoto
- 70个儿童